# Nobleza mallorquina

Bandera del Reino de Mallorca.

La Nobleza mallorquina, era uno de los tres estamentos sociales del Antiguo Régimen presentes en los territorios que conformaban el Reino de Mallorca. Aunque, principalmente pertenecían únicamente los descendientes de los caballeros que participaron en la reconquista de Jaime I de Aragón, a lo largo de los siglos se fue ampliando a otros llinatges o apellidos que en su origen no pertenecían al Brazo Noble de la isla como los caballeros, donceles y ciudadanos militares.
A diferencia de la nobleza castellana, catalana y aragonesa, la nobleza de Mallorca se caracteriza por poseer pocos títulos nobiliarios, ya que, hasta la llegada de la casa real Borbón en la Guerra de Sucesión (1701-1715)  no era común el ser otorgados. Gran parte de los nobles de la isla (caballeros, donceles y ciudadanos militares) se asemejan a los hidalgos castellanos, es decir, pertenecientes a una nobleza no titulada que en la actualidad no es reconocida por las instituciones oficiales del Estado español, aunque en Mallorca no se utilizó el término hidalgo hasta el reinado de Carlos III de España.
La nobleza de la isla es sencilla y huye de la de la ostentación ejemplificándose en como hacían referencia a sus grandes casales en Ciutat, rehuyendo del nombre de palacio por el de casa señorial, ya que, consideraban que en Mallorca únicamente había dos palacios: el Episcopal del Obispo y el de La Almudaina. Aun así, contaban, junto con la casa de Palma, con grandes possessions o fincas en la Parte Foránea. En cuanto al lenguaje, fue mucho más conservadora que la nobleza valenciana o la burguesía catalana, ya que, hasta el siglo XX rechazó el uso del castellano, manteniendo el uso del catalán como signo de distinción y de clase frente a los burgueses y payeses.
Actualmente, los nobles de Mallorca se agrupan en la Unión de la Nobleza del Antiguo Reyno de Mallorca, institución que pretende ser una continuación de la antigua Cofradía de San Jorge (Confraria de Sant Jordi), disuelta por Carlos III en 1776.

## Historia

### Formación del Brazo Noble y fundación de laConfraria de Sant Jordi(sigloXIII-XV)
Tras la reconquista de Mallorca (1229-1231), Jaime I de Aragón repartió la isla entre los principales apoyos que recibió en la campaña, quedando determinado en el Llibre del Repartiment. Esta se repartió principalmente en dos mitades: 

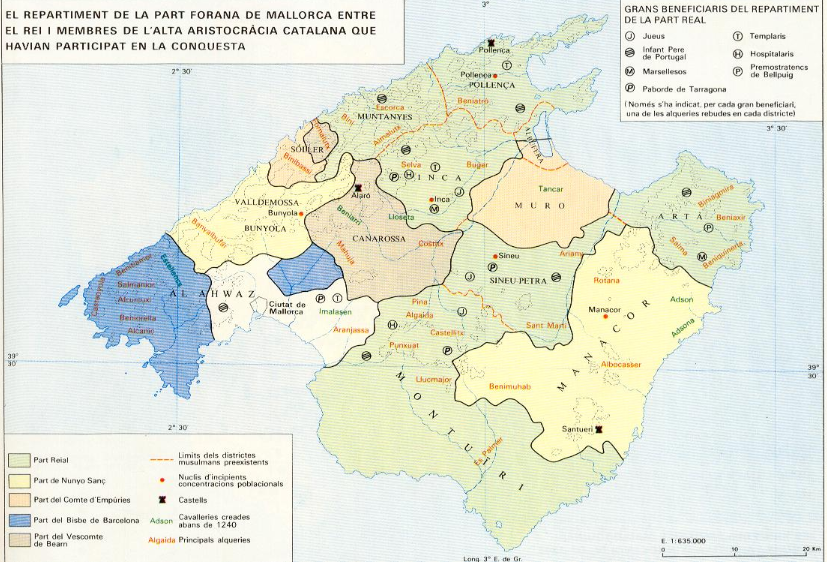
Mapa del repartiment de la isla de Mallorca tras la reconquista de Jaime I.

- La primera para el poder real y el poder nobiliario aragonés y catalán, siendo los principales beneficiarios Nuño Sánchez, conde de Rosellón y de Cerdaña; Berenguer de Palou, obispo de Barcelona; Hugo IV de Ampurias, conde de Ampurias; Gastón IV de Bearne, vizconde de Bearne.
- La segunda mitad para el poder real, en la que, se le dieron beneficios y grandes propiedades principalmente a la Orden del Temple.

Estos fueron los primeros señores feudales de la isla, pero nunca se consideraron parte de la nobleza mallorquina, ya que, poco después del repartimiento de la isla volvieron a la península ibérica. 
Además, tras el fallecimiento de Jaime I en 1276 y siguiendo lo indicado su testamento, el Reino de Mallorca fue declarado independiente de la Corona de Aragón, otorgando el primero a su hijo Jaime, quien reinaría con el nombre Jaime II de Mallorca, y el segundo para su hijo Pedro, quien reinaría con el nombre de Pedro III de Aragón. 
Por lo que, a partir de ese momento, caballeros que habían participado en la conquista bajo el mando de alguno de los nobles aragoneses o catalanes, como los Oleza, los Villalonga, los Montaner, los Sureda o los Togores, fueron formando una nobleza en la isla independiente, aunque con un peso y poder inferior a la de la Península. También se unieron familias que consiguieron rápidamente hacer fortuna siendo unos grandes mercaderes, como los Zaforteza, y otras familias pertenecientes a la nobleza de la Península que no eran miembros herederos: de Cataluña vinieron los Puigdorfila, Torrella o Dezcallar, de Castilla los Nunis -o Unís [de Núñez] y, incluso de Europa, principalmente de la actual Italia como fue el caso de los Dameto, Orlandis y Cotoner. Por lo que, hacia finales de la Edad Media y principios de la Edad Moderna, ya estaba establecida una estructura de jerarquía en la sociedad mallorquina.
Otras familias como la Morell, se incorporaron a la nobleza mallorquina a partir de 1343 con la derrota en Sant Ponsa de Jaime III de Mallorca y su muerte en la batalla de Llucmajor en 1349, ya que, estas familias participaron junto a Pedro IV de Aragón, también llamado Pedro el Ceremonioso, en la reincorporación del Reino de Mallorca en la Corona de Aragón, en cumplimiento del Tratado de Perpiñán de 1279 firmado entre Pedro III de Aragón y Jaime II de Mallorca.[cita requerida]

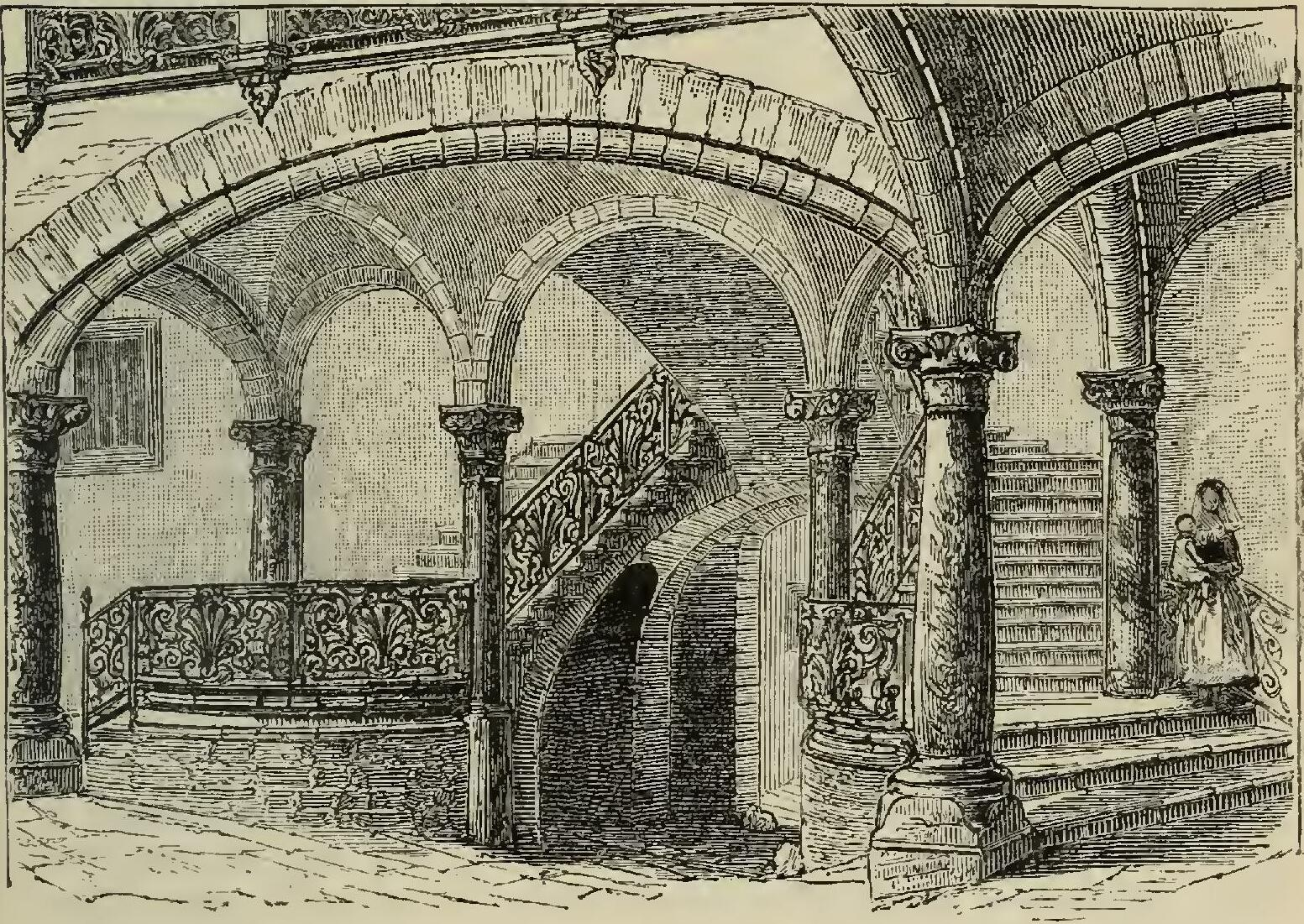
Ilustración realizada en 1887 de la casa señorial Can Morell, adquirida por el Ayuntamiento de Palma en 1975 para convertirlo en el centro de exposiciones Casal Solleric.

Todas estas familias nobles mencionadas anteriormente, comienzan a hacerse más poderosas y adquirir más patrimonio, gracias a políticas matrimoniales para unir fideicomisados. Con el objetivo de defender los intereses y privilegios de estas familias nobles, en 1460 el Síndico del Reino de Mallorca, Bartomeu de Verí, solicitó al rey de la Corona de Aragón (estando nuevamente Mallorca integrada) la autorización para fundar la Confraria de Sant Jordi, agrupación nobiliaria ya presente en Aragón, Cataluña y Valencia. El 20 de septiembre de 1460, Juan II de Aragón acepta la solicitud a través de un Real Privilegio.

### SigloXVI-XVII
Hacia el 1500, otras familias como la Truyols o la Ramis de Ayreflor adquirieron grandes possessions o posesiones en la Parte Foránea, los primeros en la villa de Manacor y los segundos en villa de Sancellas perteneciendo a la mano mayor del estamento de mercaderes del Brazo Real de la isla. Estos senyors pagesos controlaban cargos de gobierno en el Gran i General Consell, en los síndicos clavarios y en las alcaldías reales, los cuales, hasta ese momento estaban prohibidos para la nobleza. Usaban blasones heráldicos en las fachadas de los edificios y en sus sepulturas, mantenían estrictas normas de comportamiento social y se vestían de calza diferente a los trabajadores del campo, por lo que, pertenecían a unas élites locales paralelas y al margen de la aristocracia de Palma.[cita requerida]
Como se aprecia en los catastros de 1576 y de 1685, la nobleza mallorquina y los payeses de mano mayor controlaban las principales posesiones de la isla, aunque destaca que la aristocracia pasa de controlar el 37% en el primero, a controlar el 57% en el segundo. Una de las principales causas que explican este cambio, es que durante ese periodo aumentaron significativamente las familias de mano mayor, como las mencionadas anteriormente, que se incorporaron como ciudadanos militares al Brazo Noble de Mallorca. A continuación, contrajeron matrimonios y vendieron algunas tierras a la antigua nobleza, haciéndose un hueco en esta.
En 1521 y tras la resonancia que tuvieron las Germanías de Valencia, los pequeños comerciantes, artesanos y payeses de la Parte Foránea de la isla, bajo el liderazgo de Joan Crespí, se alzaron contra la nobleza, la Rebelión de las Germanías (1521-1523), ya que, consideraban que estos, a través del Gran i General Consell, les hacían pagar una gran cantidad de impuestos. Los agermanados demandaban democratizar la institución y realizar una serie de reformas para aliviar el pago de la deuda censataria, reivindicando protección real frente a los señores feudales. Rápidamente, con Joanot Colom como cabecilla, el movimiento se radicalizó persiguiendo y matando a una gran cantidad de nobles, quienes tuvieron que huir a Alcudia, única población que permanece fiel a las instituciones y leyes del reino. En agosto de 1522, el rey Carlos I de España envía 800 hombres a la isla para parar la insurrección. Mediante la mediación del obispo de Mallorca, los agermanados se rinden en 1523. Pese a la mediación, durante los años posteriores el virrey Miguel de Gurrea ordenó que se ejecutaran centenares de insurrectos.

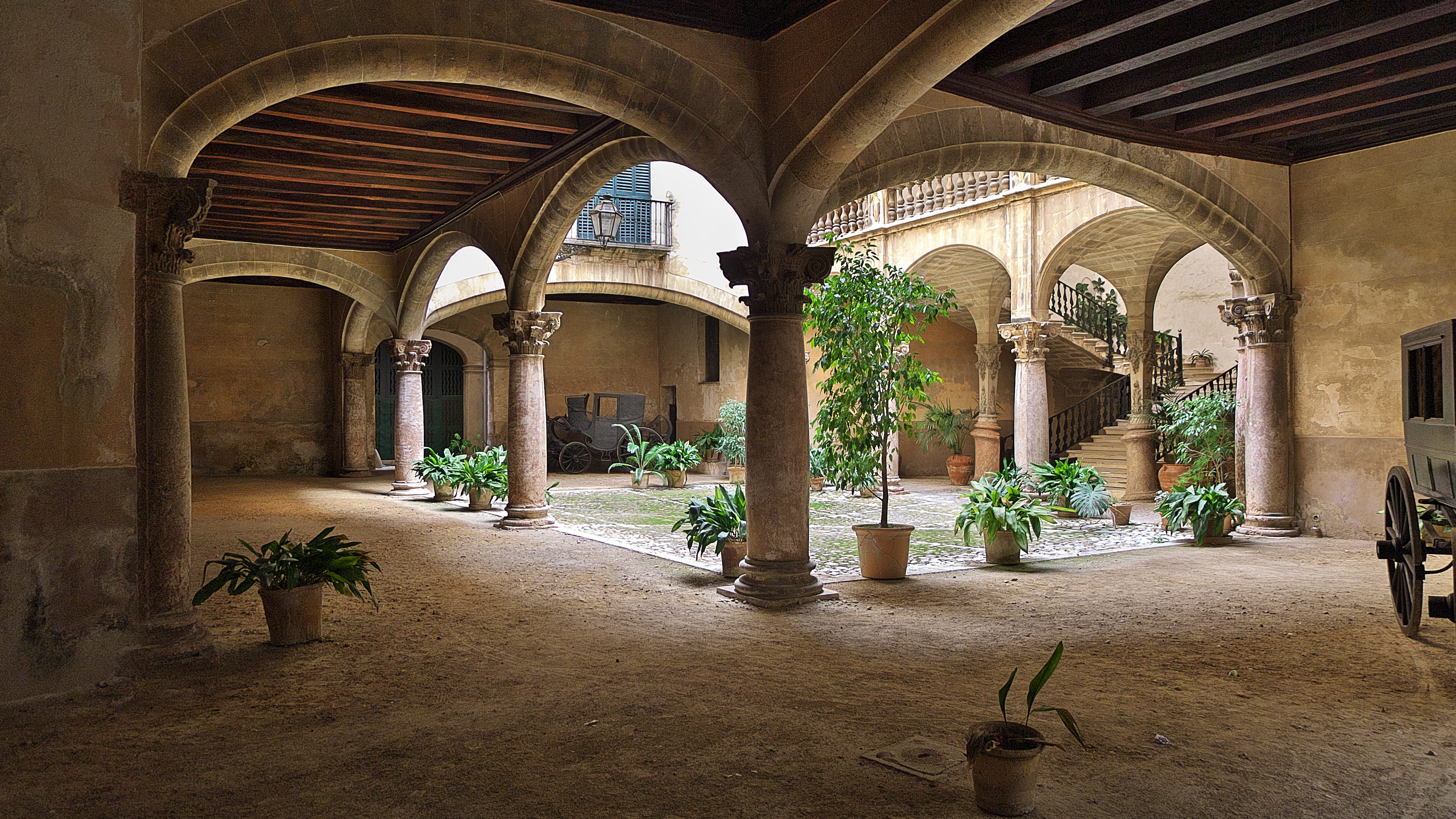
Patio de Can Vivot, conocida popularmente como Can Sureda, heredada por Juan Sureda y Villalonga, primer Marqués de Vivot (1699-1752), tras la muerte de su madre en 1664. Su último propietario es Pedro de Montaner Sureda, Conde de Zavellá.

Tras la represión, la nobleza salió fortalecida y, entre 1690 y 1743, la Cofradía de San Jorge vive su máximo esplendor, aumentando considerablemente el número de participantes y organizando anualmente diversas justas, torneos y actos. Entre ellos, destacaba la procesión de l'Estandard, conocido popularmente como Sa Colcada, que se realizaba para conmemorar la conquista de Jaime I y los solemnes actos religiosos en honor al patrón san Jorge realizados en el Convento de San Francisco.[cita requerida]

### SigloXVIII
Tras la muerte de Carlos II de España en 1700, se produjo la Guerra de Sucesión (1701-1715), provocando algunas tensiones entre las casas nobles, ya que, algunas se inclinaron por Felipe de Borbón, conocidos como los botifarras, y otras por el archiduque Carlos de Austria, llamados popularmente como los maulets. Habiendo sido derrotado el candidato austríaco, el capitán general de Baleares, el marqués de Casafuerte, conociendo el problema histórico de luchas internas en la alta aristocracia mallorquina, para evitar nuevos enfrentamientos la intenta cohesionar uniendo a algunas casas de la antigua nobleza bajo la alianza de Les Nou Cases: Zaforteza, Verí, Sureda, Sureda de Sant Martí, Berga, Cotoner, Salas, Dameto y Togores. 
Como consecuencia, monopolizaron los principales cargos públicos y políticos para reducir de forma considerable un rebrote carolino, accentuaron las relaciones endogámicas y reforzaron su capital económico. Además, provocaron que el resto de los nobles de Mallorca, muchos de ellos perteneciendo a la Cofradía de San Jorge, quedaran relegados a una segunda posición en la escala nobiliaria.
En 1724, el rey Luis I de España publica una pragmática sanción con el objetivo de unificar con unos mismos criterios las diferentes situaciones nobiliarias de la Monarquía Hispánica, introduciendo el término del hidalgo castellano para referirse a la baja aristocracia no titulada. No obstante, a diferencia de Valencia donde tuvo un efecto muy pragmático, en Mallorca no se produjo esa identificación, manteniendo las denominaciones de caballeros, donceles y ciudadanos militares hasta el reinado de Carlos III de España, por lo menos.[cita requerida]

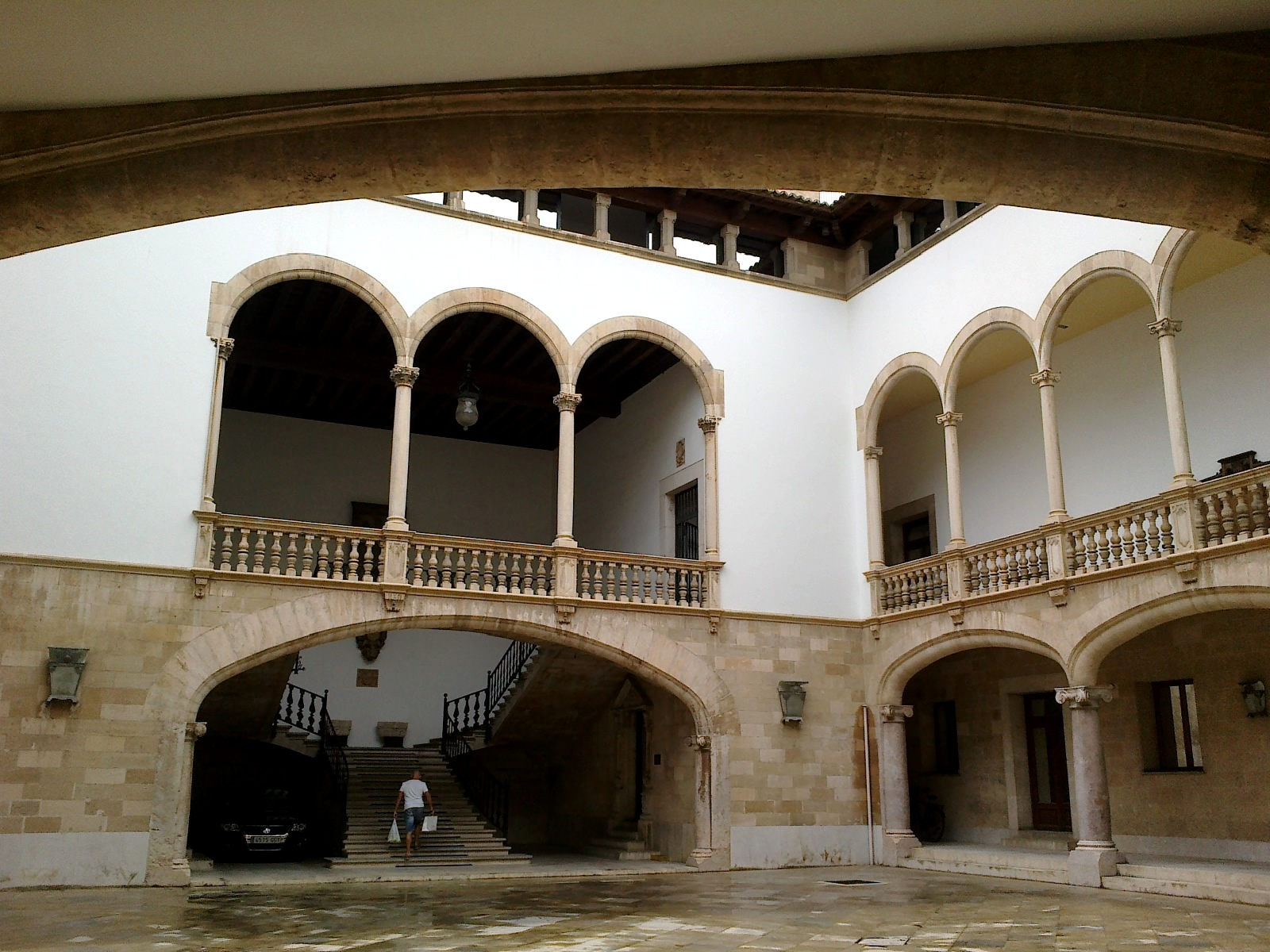
Patio del casal de Ciutat Can Berga, propiedad de los Berga, una de las families de las Nou Cases. En 1942 fue vendido al Gobierno de España para albergar, actualmente, el Tribunal Superior de Justicia de las Islas Baleares y la Audiencia Provincial de Baleares.

Durante el reinado de Carlos III, en parte por la falta de nobles para dirigir las Fuerzas Armadas contra una guerra contra Inglaterra, se mostró un gran interés por "ampliar" la concepción tradicional de la nobleza formada por el grupo de los nobles (que recibían el tratamiento de Don), el de los caballeros y donceles y el de los ciudadanos militares (estos dos últimos con el tratamiento de Magnífics). En documentos como el Alistamiento noble de Mallorca del año 1762se incluyó a familias de la mano mayor del Brazo Real como los Mayol, los Ribas de Pina o los Sancho de la Jordana, a las cuales se les llamó ciudadanos honrados, identificándolos con los hidalgos castellanos. Posteriormente, se asimiló la igualdad en la escala nobiliaria entre los ciudadanos militares y los ciudadanos honrados.[cita requerida]
En 1775, 60 caballeros de la nobleza se reunieron con el objetivo de restaurar la Cofradía de San Jorge, la cual, tras su máximo esplendor en el periodo entre 1690 y 1743, había entrado en un estado de decadencia lamentable. No obstante, el rey Carlos III se opuso a su restauración, ya que, consideraba que la cofradía no cuajaba con los aires renovados que el reformista borbónico propugnaba en su reinado, considerando una amenaza para la estabilidad política y social de la isla la unión de la aristocracia mallorquina en tal institución, siendo consciente de lo ocurrido en las Germanías en el siglo XVI y las luchas entre Canamunt y Canavall en el siglo XVII.
En contraprestación, animo a la nobleza mallorquina a fundar en 1778 la Real Sociedad Económica Mallorquina de Amigos del País (RSEMAP) para que colaboraran en la formación del pueblo para modernizar y acelerar el desarrollo económico de la isla. Esta fomentó la creación escuelas de educación primaria (1784), la creación una academia de Medicina y el establecimiento posteriormente de una facultad (1807), la implantación de una fábrica de loza fina (1798), la introducción de nuevas técnicas agrarias, impulsar la creación del ferrocarril y crear la primera caja de ahorros (1881), entre otros.

### SigloXIX
En torno al 1800, panaderos mallorquines que se desplazaban a Barcelona para aprender nuevos conocimientos y productos no presentes en la isla, empezaron a producir un panecillo de procedencia francesa, el llonguet. Debido a la laboriosa elaboración artesanal este fue considerado un producto exquisito que únicamente se producía en los hornos de Palma y únicamente lo consumía la nobleza y burguesía mallorquina de aquel entonces, mientras sus criados comían el pan pastado o el pan payés. A partir de ahí, los habitantes de la Parte Foránea de la isla empezaron a llamar a los palmesanos con el apelativo de llonguets en un tono jocoso y burlesco.
La expansión del liberalismo en toda España tras la Revolución Francesa (1789), provocó que la Junta Central Suprema, creada durante la Guerra de Independencia (1808-1814) para asumir la autoridad hasta el regreso de Fernando VII de España, adoptara una serie de decisiones de tesis liberal como la abolición del régimen señorial, provocando que en Mallorca el patrimonio de los fideicomisos se empezara a desmembrar, ya que, parte fue comprado por miembros de la burguesía y xuetes o chuetas con capital.
Además, la influencia de la literatura y el teatro romántico a final del siglo XVIII, juntamente con la aprobación de la Constitución de Cádiz en 1812, pusieron en crisis al Antiguo Régimen, ya que, provocaron un cambio de mentalidad en numerosas hijas de la aristocracia (aunque también hay algunos casos masculinos), las cuales, desobedeciendo la autoridad paterna se "revelaron" contra la endogamia matrimonial de la aristocracia, que buscaba mantener el patrimonio unido en familias de sangre noble, y contrajeron matrimonio con hijos de horneros, sastres, payeses o incluso con refugiados llegados de Francia o militares forasteros. Muchos de estos matrimonios fueron en secreto, ya que, la Pragmática Sanción de 1776 de Carlos III de España imponía penas de multa, de prisión y excomunión mayor a aquellos que no tuvieran el consentimiento paterno ni las tres amonestaciones de sus respectivas parroquias. Aunque, el obispo Nadal fue bastante permisivo en su aplicación práctica, participando en matrimonios sonados como el de Josefa Sureda y de Verí con el forastero Francisco de Iraola y Escavias de Carvajar o el de Joan Burgués-Zaforteza y Sureda con la hija de un carnicero Cecília Borrás y Feliu. 

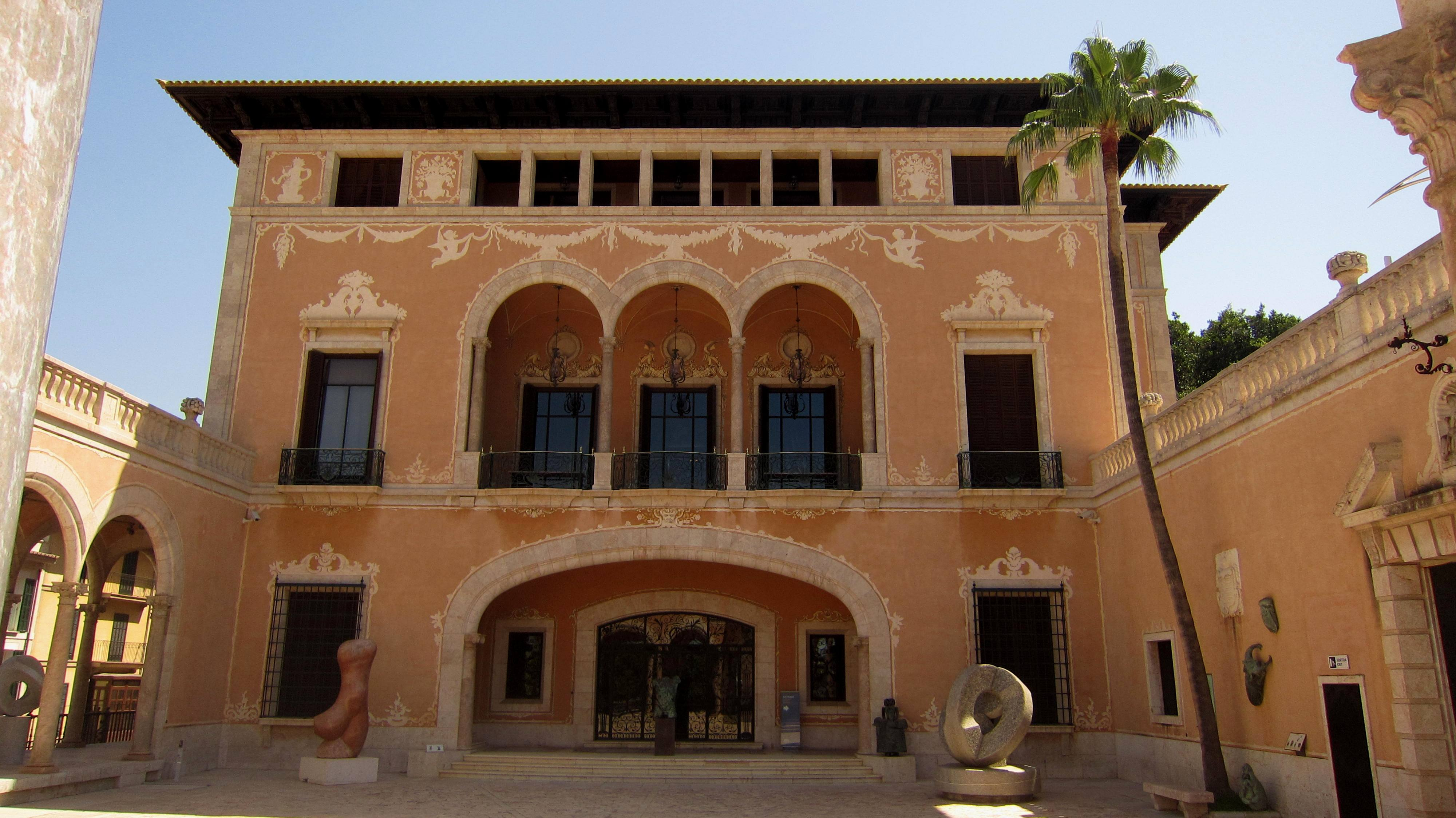
Fachada principal del Palau March, construido entre los años 1939 y 1945 por el financiero Juan March Ordinas

Tras ello, parte del parte del patrimonio de la nobleza fue a parar a familias plebeyas, que con su ascenso social intentaban imitar su comportamiento y su forma de hablar. Esos "nuevos ricos" eran llamados con desprecio como mossons por la nobleza de la isla, circulando octavillas en tono burlesco sobre ellos por la ciudad.
Con el objetivo de que la élite social se adaptara a los nuevos tiempos liberales y ofrecer actividades de ocio como conciertos, bailes, juegos de billar y de cartas o conferencias de libros, se fundan en 1840 dos asociaciones: el Casino Palmesano y la Asociación Patriótica Balear, la cual, un año después cambiaría su nombre a Casino Balear. Aun así, ambas mantenían el carácter conservador, ya que, únicamente era accesible para personas pertenecientes a la aristocracia mallorquina, los cuales, se sometían a una inspección minuciosa de sus apellidos. Ante esta situación, en 1847 se funda el Liceo Mallorquín, el cual, era menos exigente con la genealogía de sus socios, permitiendo el acceso a miembros de la burguesía mallorquina. En 1851, un grupo de socios del Casino Balear, encabezados por Fernando Cotoner, promueven la unión con el Liceo Mallorquín, siendo esta efectiva el 25 de agosto de 1851 cuando los presidentes de ambas asociaciones, Pedro Le-Senne y Agustín Sorá, formalizan la alianza, creando el Circulo Mallorquín.

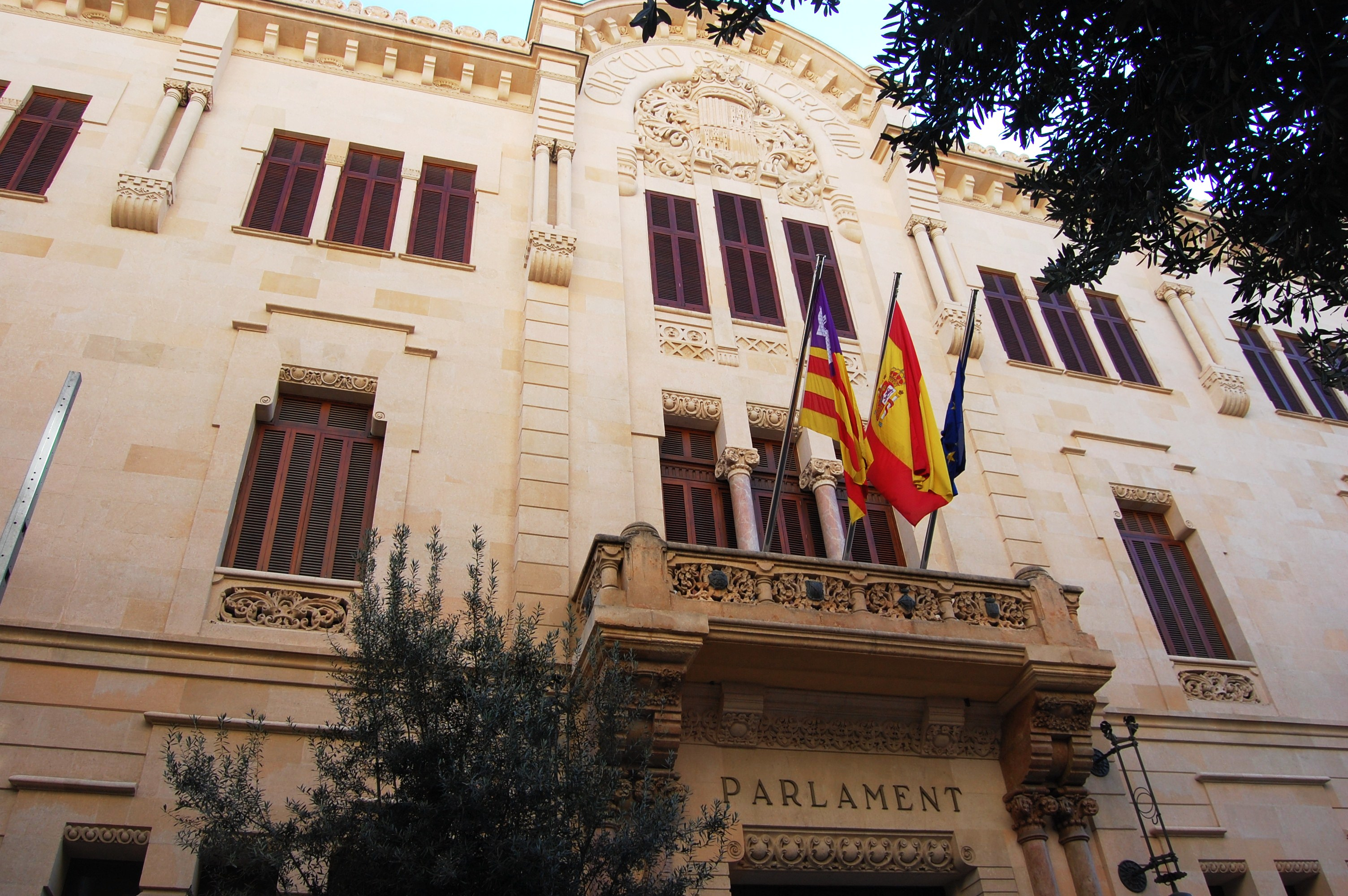
Entrada principal a la actual sede del Parlamento de las Islas Baleares, antiguamente perteneciente al Círculo Mallorquín.

El Círculo Mallorquín, enseguida cosechó grandes éxitos gracias a las corales, conciertos y bailes que se organizaban, destacando el baile organizado en 1860 en honor a SS.MM. la reina Isabel II de España  y su esposo Don Francisco de Asís. El número de socios fue aumentando de forma exponencial, convirtiéndose en una institución clave de la ciudad y en uno de los clubs privados de mayor tradición en España, reuniéndose en ella tanto personas pertenecientes a la nobleza y como de la burguesía. Ocupaba un gran edificio construido en los solares provenientes del demolido convento de Santo Domingo hasta que en 1983 fue cedido al Parlamento de las Islas Baleares para establecer ahí su sede.

### SigloXX
Al margen del Círculo Mallorquín enfocado más al sector del ocio, en 1955 se funda la Unión de la Nobleza del Antiguo Reyno de Mallorca, con el objetivo de unir, al igual que en el resto de España, a todos los nobles de las Islas Baleares en una misma institución. También tiene la vocación de ser una continuación de la extinguida Cofradía de San Jorge.
Hasta en torno al 1980, los hijos de la nobleza mallorquina se agrupaban principalmente en tres colegios de Palma: los varones iban al colegio Nuestra Señora de Montesión y las mujeres iban al colegio Sagrado Corazón o al colegio Madre Alberta. Pero el cambio de privado a concertado juntamente con la zonificación y escolarización gestionada ya por la consejería de Educación del Gobierno de las Islas Baleares provocó que estos empezaran a mezclarse.

## Actualidad

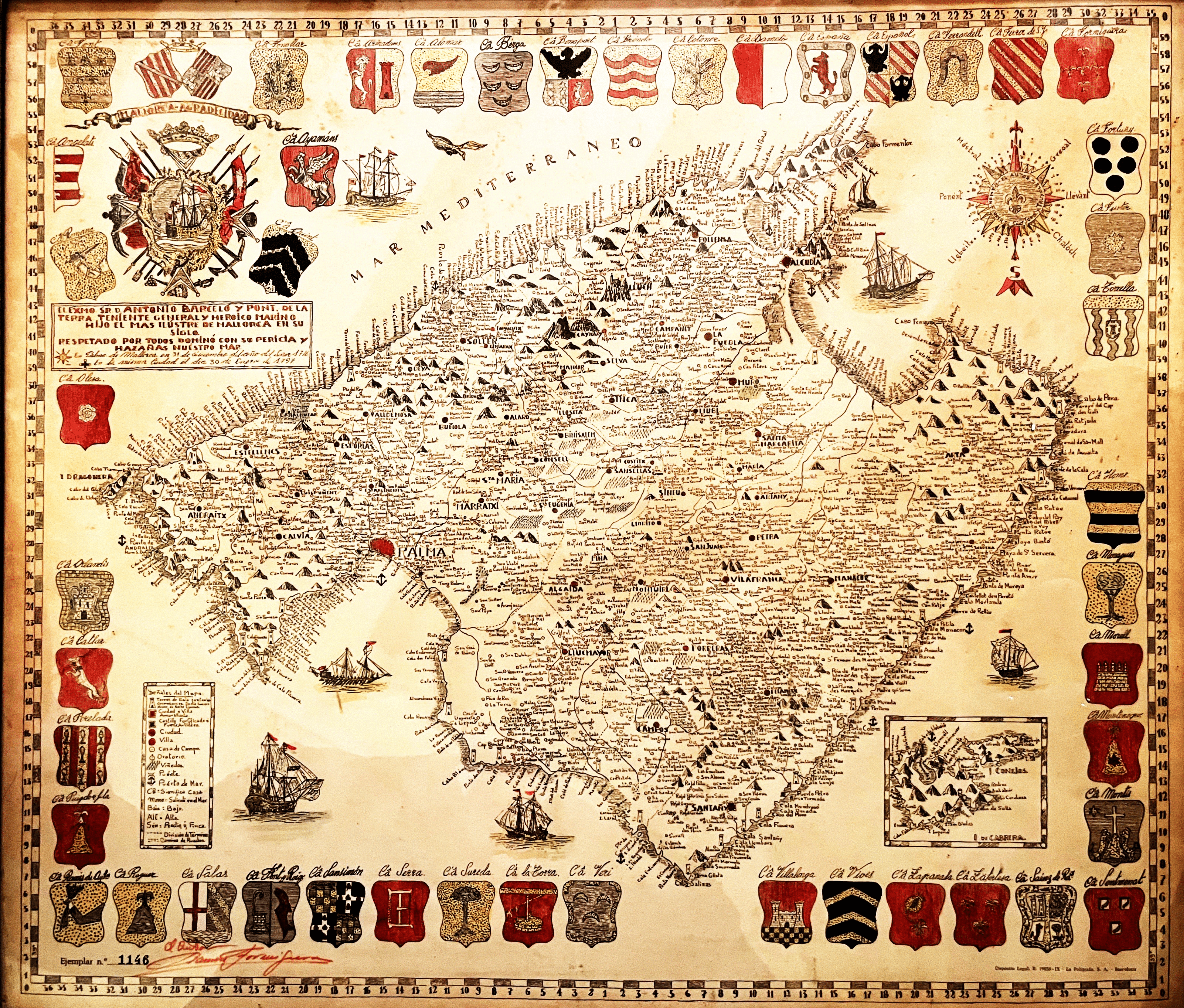
Cuadro de Antonio Barceló y Pont de la Terra en el que aparecen los escudos de armas de las principales casas nobles de Mallorca.

Actualmente, la nobleza mallorquina está compuesta principalmente por dos grupos:

### Llinatgesprocedentes del Brazo Noble de la Edad Moderna
- Casa de Berga.
- Casa de Brondo. Condes de Bellet de Mianes.[cita requerida]
- Casa de Conrado. La rama mayor son marqueses de La Fontsanta.
- Casa de Cotoner. Marqueses de Ariañy y de La Cenia con Grandeza de España, marqueses de Mondéjar con Grandeza de España y condes de Villardompardo entre otros.
- Casa de Dameto. Fueron marqueses de Bellpuig y condes de Perelada.
- Casa de Dezcallar. La rama mayor son marqueses del Palmer. También fueron barones de Pinopar.
- Casa de Ferrer de Sant Jordi. Condes de Santa María de Formiguera y marqueses de Campo Franco.
- Casa de Fortuny.[cita requerida]
- Casa de Fuster. Marqueses de Villa Álcazar y Condes de Olocau.
- Casa de Gual de Torrella.[cita requerida]
- Casa de Montaner. Fueron marqueses del Reguer. Una rama menor son condes de Peralada con Grandeza de España, vizcondes de Rocabertí y marqueses de Vivot, y la otra rama posee el condado de Zavellá.
- Casa de Montis. Fueron marqueses de La Bastida.
- Casa de Moragues. Se conserva la rama mayor procedente de Son Moragues.
- Casa de Morell. Se conserva las ramas procedentes de Sollerich y Pastoritx que son marqueses de Sollerich con Grandeza de España.
- Casa de Oleza. Se conserva la rama mayor.[cita requerida]
- Casa de Orlandis. Se conserva la rama mayor, la cual, actualmente es sucesora de la baronía de Pinopar.
- Casa de Palou de Comassema. Se conserva la rama mayor procedente de finca Comassema.[cita requerida]
- Casa de Ramis de Ayreflor. Se conserva la rama mayor procedente de la possessió Ayreflor.[cita requerida]
- Casa de Rossinyol.[cita requerida]
- Casa de Salas.
- Casa de Sureda. Fueron marqueses de Vivot, condes de Perelada y de Zavellá.
- Casa de Sureda de Sant Martí. Marqueses de Vilafranca.[cita requerida]
- Casa de Togores. Fueron condes de Ayamans.
- Casa de Truyols. Marqueses de La Torre, condes de Montenegro con Grandeza de España.
- Casa de Verí.
- Casa de Villalonga. Una rama son marqueses de Casa Desbrull y otra son marqueses de Maestrazgo. También fueron marqueses de Casa Ferrandell, condes de La Cueva y de Ayamans.
- Casa de Zaforteza. Marqueses del Verger. También fueron condes de Santa María de Formiguera y condes de Olocau.

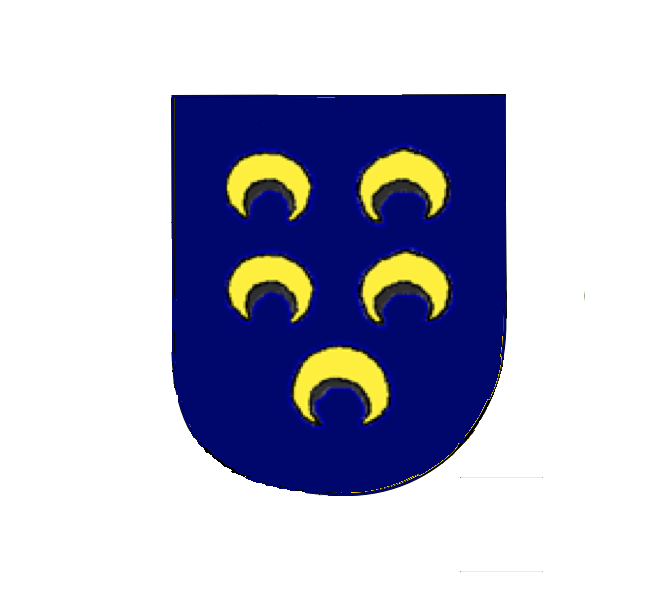
Escudo de armas de Casa Berga.
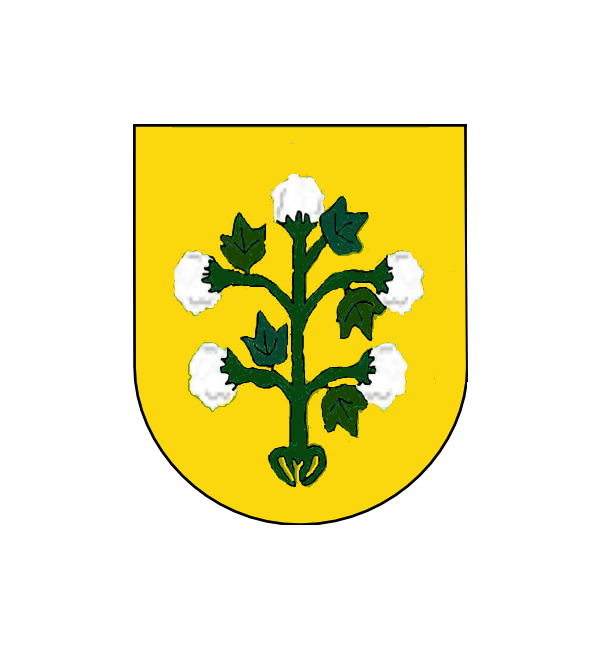
Escudo de armas de Casa Cotoner.
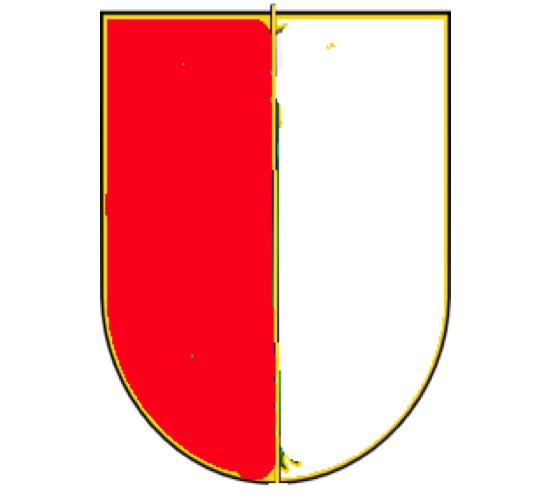
Escudo de armas de Casa Dameto.
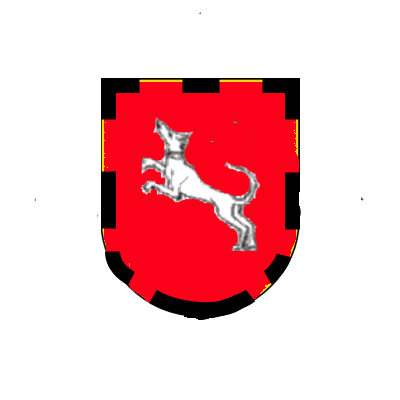
Escudo de armas de Casa Dezcallar.
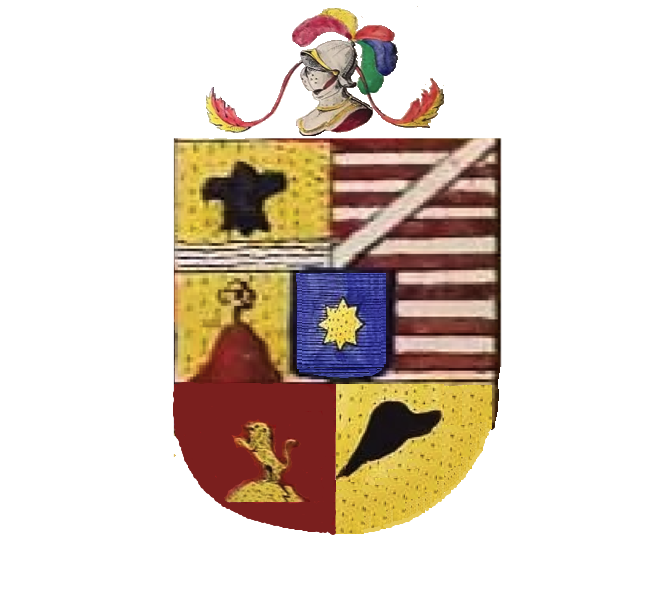
Escudo de armas de Casa Fuster.
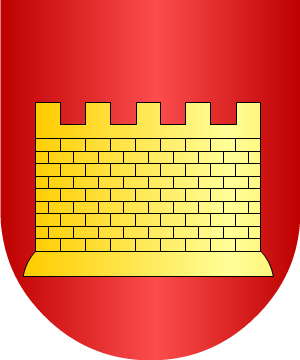
Escudo de armas Casa Morell.
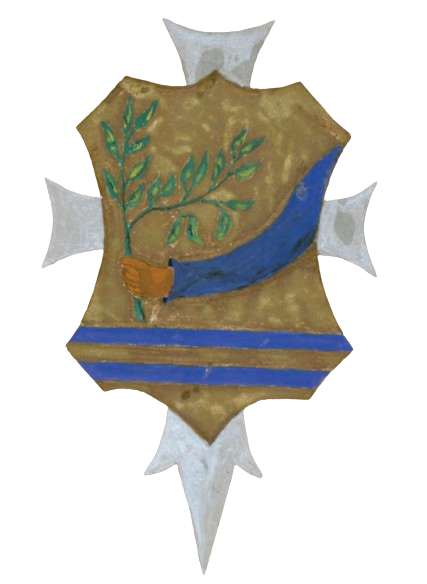
Escudo de armas de Casa Ramis de Ayreflor.
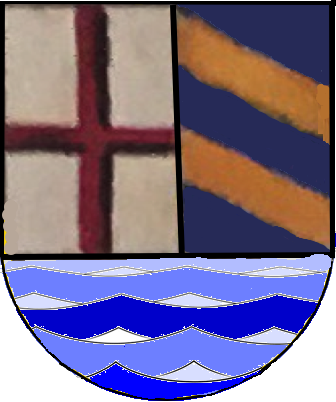
Escudo de armas de Casa Salas.
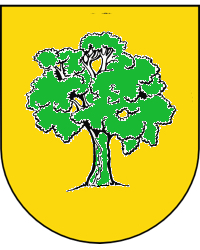
Escudo de armas de Casa Sureda.
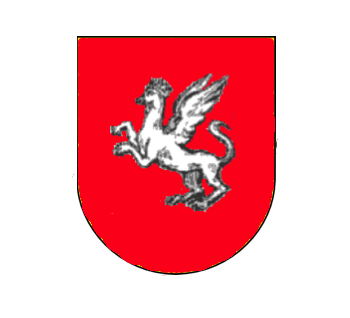
Escudo de armas de Casa Togores.
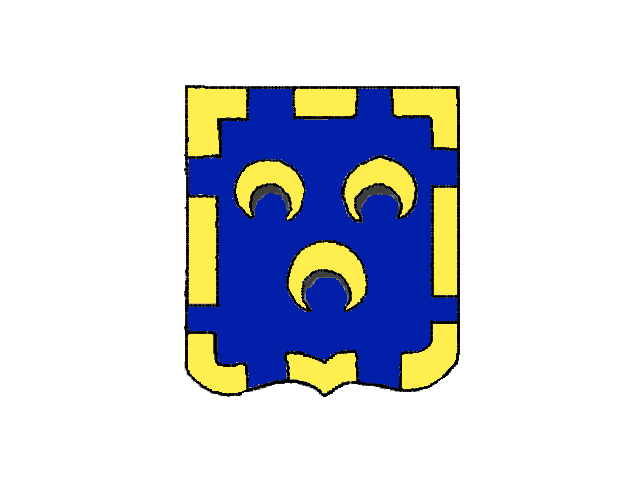
Escudo de armas de Casa Verí.
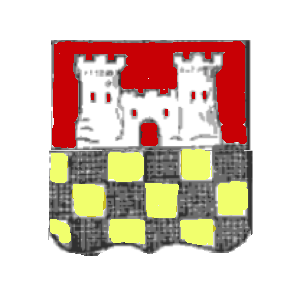
Escudo de armas de Casa Villalonga.
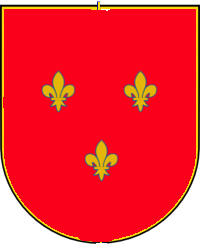
Escudo de armas de Casa Zaforteza.

### Integrados en el nobiliario mallorquín en los siglosXVIIIyXIX
- Casa de Caro. Marqueses de La Romana.
- Casa de España. Condes de España, vizcondes de Cousserans y Grandes de España.
- Casa de Lacy.[cita requerida]
- Casa de Le-Senne.[cita requerida]
- Casa de Maroto. Marqueses de Ferrandell y Grandes de España, sucediendo a los Ferrandell via Villalonga.
- Casa de Roten. Fueron marqueses de Campo Franco.[cita requerida]
- Casa de Sansimón. Condes de San Simón y, sucediendo a los Montaner, marqueses del Reguer.[cita requerida]